# Cok Grashoff
Cok Grashoff was de naam waaronder in de tweede helft van de 20ste eeuw een groot aantal succesvolle kinderboeken werden geschreven. Aanvankelijk werden de boeken geschreven door Cok Grashoff-Hogesteeger, al dan niet samen met haar man Pieter Grashoff. Na hun scheiding, eind jaren 1950, bleef haar ex-man haar naam (met haar toestemming) als pseudoniem gebruiken. Ook zijn tweede echtgenote heeft dit pseudoniem gebruikt. 

## Personen achter het pseudoniem

### Cok Grashoff-Hogesteeger
Cornelia Johanna (Cok) Hogesteeger (Rotterdam, 5 januari 1928 – 11 juni 2020) verzon op jonge leeftijd al verhaaltjes. Ze werkte in het onderwijs. Haar debuut Villa De Zeester (1949) schreef ze samen met haar toenmalige man Pieter Grashoff. Aanvankelijk schreef Hogesteeger meisjesboeken. In 1959 verscheen haar eerste roman voor volwassenen, "Groeten aan Madame Treva".  Voor het jeugdboek Geertje en Pinky, een boek uit 1960 over de vriendschap tussen een blank meisje en een donker jongetje, ontving ze in 1961 de prijs van de Rotterdamse kinderboekenweek.
In 1974 distantieerde C.J. Stuij-Hogesteeger zich via een ingezonden brief in het Algemeen Dagblad van de boeken van de toenmalige Cok Grashoff.

### Pieter Grashoff
Pieter Grashoff (Rotterdam, 24 juni 1927 – aldaar, 7 maart 2010) debuteerde in 1949 met Villa De Zeester, dat hij schreef met zijn toenmalige vrouw Cok Hogesteeger. Van beroep was hij onderwijzer; hij las zijn werk regelmatig voor in de klas, en leerde zo wat kinderen wel en niet leuk vonden. Na de scheiding van zijn toenmalige vrouw, eind jaren 1950, besloot hij (met toestemming) de naam van zijn ex-vrouw te blijven gebruiken als pseudoniem. Grashoff hertrouwde in 1960 met Janna Hageman. Hij schreef voornamelijk boeken gericht op meisjes, en dacht dat zijn boeken beter zouden verkopen wanneer er een vrouwennaam op de omslag stond. In totaal schreef Grashoff ruim 200 boeken, voornamelijk kinderboeken, waarvan meer dan 6 miljoen exemplaren verkocht werden. Ook heeft hij ongeveer 150 vertalingen, voornamelijk uit het Duits, op zijn naam staan, waaronder de Konsalik-serie. Pieter Grashoff stopte in 1980 met het schrijven van kinderboeken. In 1992 ging hij met pensioen.

### Janna Grashoff-Hageman
Janna Hageman (Den Haag, 28 juli 1937 – 11 maart 2004) was van beroep vertaalster. Als schrijfster debuteerde zij in 1965 met de meisjesroman Cinny en Mia in sterke armen. In 1980 nam zij het kinderboekenwerk van haar man over.

## Boeken van Cok Grashoff
De kinderboeken van Cok Grashoff zijn grotendeels in serieverband geschreven. Bekende series zijn o.a. Floortje (Bellefleur), Claudia, Belinda, Petra, Drie Jongens, Tim, Frank en Ank, Pam, Pim en Pam, Geertje, Josientje, Lennie, Renée en Haaientand.

### Floortje (Bellefleur)
De Floortje Bellefleur-serie (na 1994 uitgegeven als Floortje) startte in 1968. Aanvankelijk werd de serie geschreven Pieter Grashoff, onder het pseudoniem Cok Grashoff. Toen Pieter Grashoff in 1980 stopte met het schrijven van kinderboeken, nam zijn echtgenote Janna Grashoff-Hageman het schrijven van de Bellefleurserie onder dit pseudoniem over. Sinds 2002 worden de boeken geschreven door Suzanne Buis. De serie behoorde tot een van de meest gelezen boekenseries van Uitgeverij Kluitman.

### Claudia
De Claudia-serie is uitgebracht bij uitgeverij 'Het Goede Boek' en geschreven onder de naam Cok Grashoff.
Alle titels uit de Claudia-serie (in volgorde van verschijnen):
1. Hallo, Claudia
2. Goed zo, Claudia!
3. Pas op, Claudia!
4. Doorzetten, Claudia!
5. Daar ga je, Claudia!
6. Hup Claudia!
7. Je bent geweldig, Claudia!
8. Prachtig, Claudia!
9. Doe je best, Claudia!
10. Mooi werk, Claudia!
11. Vooruit, Claudia!
12. Het einde, Claudia!
13. Zet hem op, Claudia!
14. Doe toch mee Claudia!
15. Dat is de band, Claudia!
16. Succes, Claudia!
17. Dat is het, Claudia!
18. Toe maar, Claudia!
19. Dat is te bont, Claudia!
20. Je bent een ster, Claudia!
21. Grijp je kans, Claudia!
22. Ben je dol Claudia!
23. Ik zie het anders, Claudia!
24. Wacht maar, Claudia!
25. Kalm aan, Claudia!
26. Dat is te gek, Claudia!

### Drie Jongens
Deze serie liep van 1969 tot 1974. Het is een jongensboekenserie en daarom verschenen onder de naam Pieter Grashoff. De uitgeverij was wederom 'Het Goede Boek'.
1. Drie Jongens en een helikopter
2. Drie Jongens in de knel
3. Drie Jongens slaan alarm
4. Drie Jongens en een robot
5. Drie Jongens en een raceboot
6. Drie Jongens en een onderzeeër
7. Drie Jongens en een spion
8. Drie Jongens en een raket
9. Drie jongens en een spook
10. Drie Jongens en een arabier
11. Drie Jongens en een grot
12. Drie Jongens en een cowboy
13. Drie Jongens en de vermiste treinbestuurder
14. Drie Jongens en de smokkelaars
15. Drie Jongens en een kaper
16. Drie Jongens en een vliegende schotel

- Digitale Bibliotheek voor de Nederlandse Letteren: gras004
- Gemeinsame Normdatei: 107642492
- International Standard Name Identifier: 0000 0001 2018 2188
- Library of Congress Control Number: no2003061673
- Nederlandse Thesaurus van Auteursnamen: 068540973
- Système universitaire de documentation: 244338752
- Virtual International Authority File: 66987807
- WorldCat: E39PBJrgCWHFQf9CJjtxqWfDv3